# Mıgırdiç Mıgıryan
Mıgırdiç Mıgıryan, także Mığır Mığıryan lub Mıgır Mıgıryan (orm. Մկրտիչ Մկրյան, Mygyrdicz Mygyrian; ur. 12 września 1882 w Üsküdarze, zm. 1 stycznia 1969) – turecki lekkoatleta pochodzenia ormiańskiego, olimpijczyk ze Sztokholmu (1912).
Pochodził z zamożnej rodziny. Studiował na Robert College w Konstantynopolu (obecnie Stambuł). Jednym z jego szkolnych kolegów był Vahram Papazyan, inny lekkoatleta pochodzenia ormiańskiego, który wystartował na igrzyskach w Szwecji.
Gdy Turcja została przyjęta do MKOL-u, prezes tamtejszego komitetu olimpijskiego Selim Sırrı Tarcan postanowił zamieścić w tamtejszych gazetach İkdam i Sabah ogłoszenie, celem którego było znalezienie chętnych sportowców do reprezentowania Turcji na igrzyskach w Sztokholmie. Mıgıryan odpowiedział na to ogłoszenie i wyraził chęć uczestnictwa w tych zawodach.
Wraz z Papazyanem byli pierwszymi w historii reprezentantami Turcji na igrzyskach olimpijskich.
Specjalizował się głównie w konkurencjach technicznych, ale był też wieloboistą. W Sztokholmie wystąpił w pięciu konkurencjach. W pchnięciu kulą zajął 19. miejsce, odpadając jednak w kwalifikacjach z wynikiem 10,63 m (wyprzedził jedynie trzech zawodników). Najwyższe miejsce zajął w pchnięciu kulą obiema rękami. Uzyskał 19,78 m (10,85 rzucone ręką prawą i 8,93 rzucone lewą ręką), zajął siódme miejsce, jednak w tej konkurencji było to ostatnie miejsce, bowiem tylko siedmiu atletów startowało. Rzuciwszy 32,98 m w rzucie dyskiem również zajął jedną z odleglejszych pozycji (34. na 41 startujących).
Postanowił wystartować również w wielobojach. W pięcioboju zajął przedostatnie 23. miejsce wśród zawodników, którzy ukończyli zawody (sam Mıgıryan wystąpił tylko w trzech konkurencjach). Dziesięcioboju natomiast nie ukończył, wycofał się po trzech konkurencjach (zajmował po nich ostatnie 29. miejsce).